# 石見
石見（いわみ）とは、かつての令制国の石見国およびそれにほぼ該当する領域である現在の島根県西部を指す呼称である。石州とも呼ばれる。この記事では現在の島根県西部について記述する。令制国時代の石見地方については石見国を参照のこと。

## 現在の石見地方
| 石見地方のデータ |                            |
| 国               | 日本                       |
| 地方             | 中国地方、山陰地方         |
| 面積             | 3,579.58km2                |
| 推計人口         | 171,414人 （2025年2月1日） |
| 人口密度         | 47.9人/km2                 |

旧石見国の地域は、現在「石見地方」または「石見地域」とも呼ばれている。市町村では、浜田市、益田市、大田市、江津市、川本町、美郷町、邑南町、津和野町、吉賀町の範囲を指すことが多い。なお、市町村合併により、大田市の一部は旧出雲国であった部分を含む。
全体的に、山口県や広島県西部（旧安芸国）との交流が深い。

### 交通
鉄道
- 山陰本線
- 山口線

道路
- 中国自動車道
- 浜田自動車道（浜田⇔広島の連絡自動車道）
- 山陰自動車道
- 国道9号
- 国道186号
- 国道187号
- 国道191号
- 国道261号
- 国道375号
- 国道488号

### 都市圏
都市雇用圏（10% 通勤圏）の変遷
- 以下は石見地方の全自治体であるが、益田都市圏には山口県の一部を含む。
- 10% 通勤圏に入っていない自治体は、各統計年の欄で灰色かつ「-」で示す。

| 自治体 ('80 - '00) | 1980年                | 1990年                 | 1995年                | 2000年                | 2010年                | 自治体 （現在） |
| ------------------ | --------------------- | ---------------------- | --------------------- | --------------------- | --------------------- | --------------- |
| 大田市             | -                     | -                      | -                     | -                     | -                     | 大田市          |
| 仁摩町             | -                     | -                      | -                     | -                     | -                     | 大田市          |
| 温泉津町           | -                     | 浜田 都市圏 10万2162人 | 浜田 都市圏 9万9911人 | 浜田 都市圏 9万8888人 | -                     | 大田市          |
| 江津市             | -                     | 浜田 都市圏 10万2162人 | 浜田 都市圏 9万9911人 | 浜田 都市圏 9万8888人 | 浜田 都市圏 8万7410人 | 江津市          |
| 桜江町             | -                     | 浜田 都市圏 10万2162人 | 浜田 都市圏 9万9911人 | 浜田 都市圏 9万8888人 | 浜田 都市圏 8万7410人 | 江津市          |
| 浜田市             | 浜田 都市圏 6万5893人 | 浜田 都市圏 10万2162人 | 浜田 都市圏 9万9911人 | 浜田 都市圏 9万8888人 | 浜田 都市圏 8万7410人 | 浜田市          |
| 金城町             | 浜田 都市圏 6万5893人 | 浜田 都市圏 10万2162人 | 浜田 都市圏 9万9911人 | 浜田 都市圏 9万8888人 | 浜田 都市圏 8万7410人 | 浜田市          |
| 三隅町             | 浜田 都市圏 6万5893人 | 浜田 都市圏 10万2162人 | 浜田 都市圏 9万9911人 | 浜田 都市圏 9万8888人 | 浜田 都市圏 8万7410人 | 浜田市          |
| 弥栄村             | -                     | 浜田 都市圏 10万2162人 | 浜田 都市圏 9万9911人 | 浜田 都市圏 9万8888人 | 浜田 都市圏 8万7410人 | 浜田市          |
| 旭町               | -                     | -                      | -                     | 浜田 都市圏 9万8888人 | 浜田 都市圏 8万7410人 | 浜田市          |
| 川本町             | -                     | -                      | -                     | -                     | -                     | 川本町          |
| 邑智町             | -                     | -                      | -                     | -                     | -                     | 美郷町          |
| 大和村             | -                     | -                      | -                     | -                     | -                     | 美郷町          |
| 石見町             | -                     | -                      | -                     | -                     | -                     | 邑南町          |
| 瑞穂町             | -                     | -                      | -                     | -                     | -                     | 邑南町          |
| 羽須美村           | -                     | -                      | -                     | -                     | -                     | 邑南町          |
| 匹見町             | -                     | -                      | -                     | -                     | 益田 都市圏 5万8442人 | 益田市          |
| 益田市             | 益田 都市圏 6万1877人 | 益田 都市圏 6万5122人  | 益田 都市圏 6万3418人 | 益田 都市圏 6万1051人 | 益田 都市圏 5万8442人 | 益田市          |
| 美都町             | 益田 都市圏 6万1877人 | 益田 都市圏 6万5122人  | 益田 都市圏 6万3418人 | 益田 都市圏 6万1051人 | 益田 都市圏 5万8442人 | 益田市          |
| 日原町             | 益田 都市圏 6万1877人 | 益田 都市圏 6万5122人  | 益田 都市圏 6万3418人 | 益田 都市圏 6万1051人 | 益田 都市圏 5万8442人 | 津和野町        |
| 津和野町           | -                     | -                      | -                     | -                     | 益田 都市圏 5万8442人 | 津和野町        |
| 六日市町           | -                     | -                      | -                     | -                     | -                     | 吉賀町          |
| 柿木村             | -                     | -                      | -                     | -                     | -                     | 吉賀町          |
| 山口県 田万川町    | -                     | 益田 都市圏            | 益田 都市圏           | 益田 都市圏           | 萩 都市圏             | 山口県 萩市     |

- 2004年10月1日
  - 江津市に邑智郡桜江町を編入。
  - 邑智郡邑智町、大和村が合併して美郷町となった。
  - 邑智郡石見町、瑞穂町、羽須美村が合併して邑南町となった。
- 2004年11月1日：益田市に美濃郡美都町、匹見町を編入。
- 2005年9月25日：鹿足郡（旧）津和野町と日原町が新設合併して（新）津和野町となった。
- 2005年10月1日
  - （旧）大田市、邇摩郡温泉津町、仁摩町が新設合併して（新）大田市となった。
  - （旧）浜田市、那賀郡金城町、旭町、弥栄村、三隅町が新設合併して（新）浜田市となった。
  - 鹿足郡六日市町、柿木村が合併して吉賀町となった。

## 「石見」にちなむ名称
- 石見町 - 島根県邑智郡にあった町
- 石見町 (島根県美濃郡) - 島根県美濃郡益田町（現・益田市）の合併後の名称および旧称（一度合併で名前が変わりその後再び益田町となった）。
- 石見 (戦艦) - 大日本帝国海軍の戦艦
- 石見 (列車) - スーパーまつかぜ#石見
- 石見国 日本の令制国の1つ。